# Orden Jesu Christi und seines Leidens
Der Orden Jesu Christi und seines Leidens war ein deutscher Ritterorden. Stifter war Karl als Prinz und Neffe des Kurfürsten von Sachsen Johann Georg. Stiftungstermin war der 7. Februar 1617. Deshalb wurden alljährlich am 7. Februar die Zeremonien des Ordens durchgeführt. In der Karwoche (Freitag und Sonnabend) waren die Ritter zur Andacht verpflichtet.
Wie lange der Orden bestand, ist unbekannt.

## Ordensdekoration
Die Ordensdekoration war ein Halsorden.
An einem blau gewässertem Ordensband, das um den Hals gelegt wurde, hing ein großes goldenes Medaillon. Auf diesem war in der Mitte das Bild des Heilands.
Auf dem Mantel der Ritter war entweder ein weißes Kreuz aus Batist  oder ein weiß-silbernes gesticktes Kreuz, auf dem sich ebenfalls das Bild des Heilands befand.